# Annunciazione di Recanati

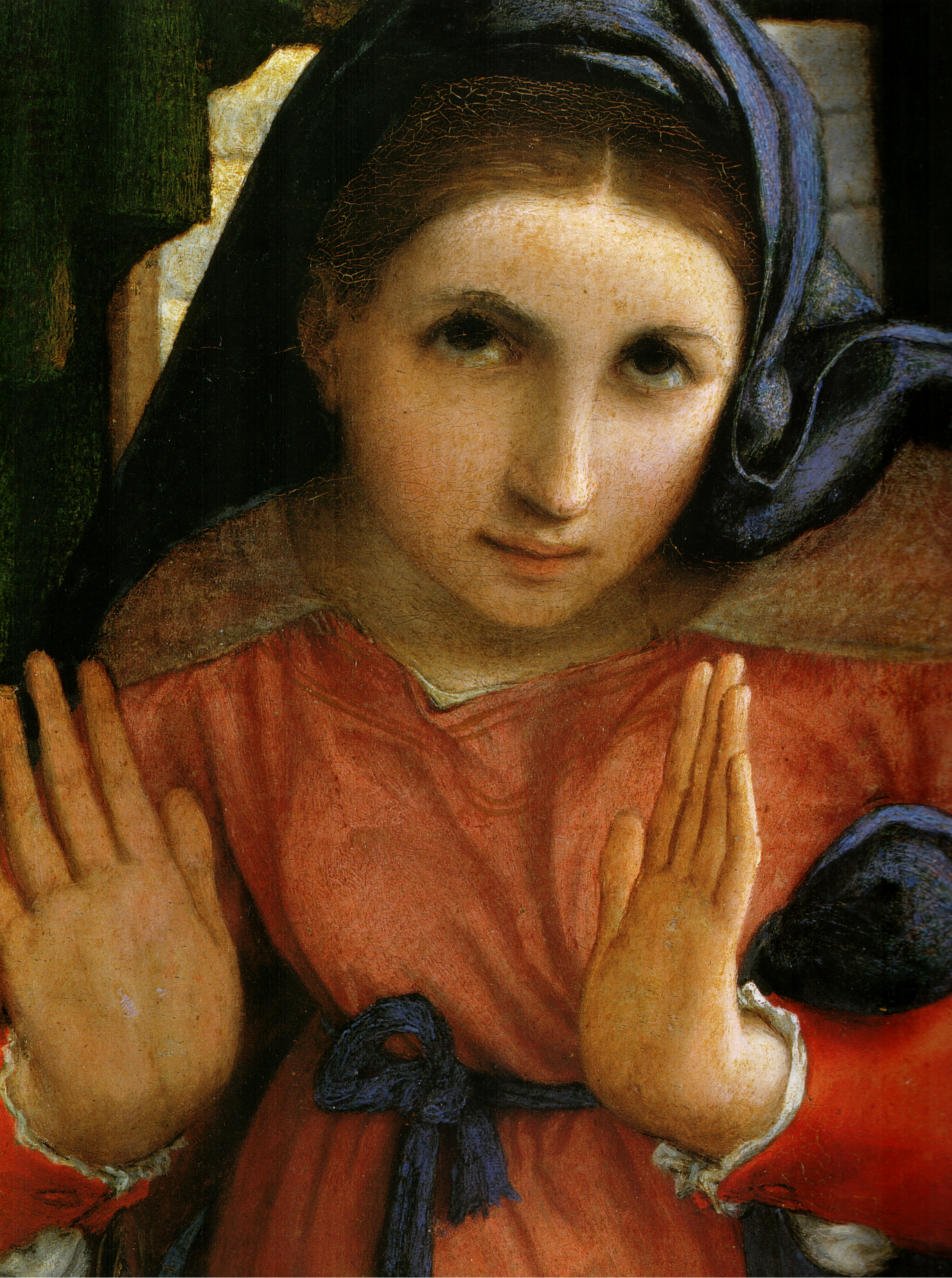
Dettaglio

La Annunciazione di Recanati è un dipinto a olio su tela (166x114 cm) di Lorenzo Lotto, databile al 1534 circa e conservato nel Museo civico Villa Colloredo Mels a Recanati. È firmato "L. Lotus" ed è una delle opere più famose dell'artista.

## Storia
L'opera potrebbe risalire al periodo veneziano dell'artista, quando sarebbe stata spedita (verso il 1527), oppure a quello successivo in cui Lotto si recò direttamente nelle Marche per attendere ad alcune opere. Oggi le prese di posizione principali riguardano il secondo caso, con una datazione vicina al 1534, subito dopo la Crocifissione di Monte San Giusto.
La prima notizia certa sull'opera risale al 1601 e fa pensare che i committenti originari fossero gli iscritti alla Confraternita dei mercanti di Recanati. Essa infatti si trasferì in una nuova sede nel 1533 e tale occasione avrebbe potuto fare da pretesto per la commissione di una nuova pala.

## Descrizione e stile
In una stanza, la camera da letto della Vergine, l'Annunciazione è risolta con una composizione di grande novità: a destra l'angelo, reggente il giglio bianco, è entrato da una loggia aperta su un giardino (l'hortus conclusus) e con il braccio destro, in un gesto un po' innaturale, indica Dio Padre che si è manifestato in una nuvola e da sotto la loggia sembra che si stia letteralmente tuffando verso Maria, alludendo all'Incarnazione. Quest'ultima è in primo piano a sinistra e, con una certa spregiudicatezza compositiva, si volge verso lo spettatore, dando le spalle all'annuncio, e solleva le mani sorpresa, infossando la testa tra le spalle con un'espressione tra l'umile, il turbato e il succube.
Stilisticamente le teste sono leggermente sottodimensionate e le figure appaiono bloccate in gesti rigidi, anche se altamente espressivi. Colpisce l'amorevole descrizione dei dettagli della stanza, di matrice nordica, come il letto a baldacchino, la finestrella coi vetri piombati, la mensola con la piccola natura morta (alcuni libri, un candelabro e un calamaio), l'appendiabiti, lo sgabello con la clessidra, l'inginocchiatoio e soprattutto il gatto che fugge spaventato inarcando la schiena, un simbolo della sconfitta del male ma anche un garbato elemento di ironia.
Tra le fonti a cui Lotto si ispirò si indica un rilievo di Andrea Sansovino a Loreto (per il baldacchino), e l'Annunciazione di Dirk Bouts, che fece da modello anche a Tiziano per un'opera destinata alla cattedrale di Treviso. Da Tiziano in particolare riprese la Madonna voltata verso lo spettatore e l'Angelo dietro che cerca la sua attenzione con un gesto eloquente del braccio. A partire da questi spunti Lotto elaborò l'originalissimo sviluppo dell'azione dallo sfondo verso il primo piano.
Scrisse Argan: «la Vergine di Tiziano è una regina in preghiera che si volge nobilmente a ricevere nel suo palazzo il messaggero divino. La Vergine del Lotto è una brava ragazza; il messaggio la coglie di sorpresa mentre prega nella sua stanza; non osa neppure volgere il capo; il suo gesto, quasi di difesa, è quello di chi si sente colpito alle spalle da un richiamo improvviso».

## Altre immagini

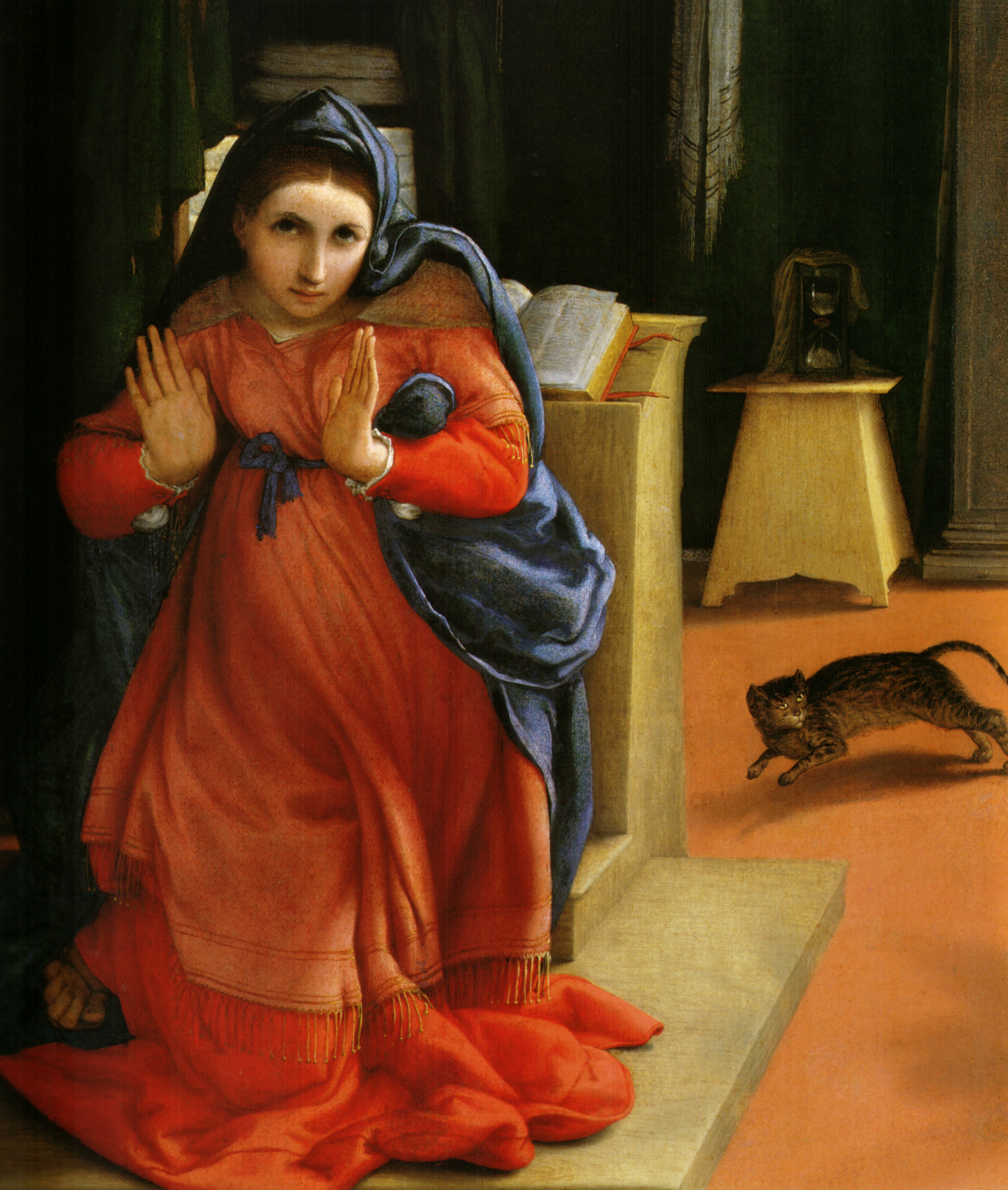
Dettaglio
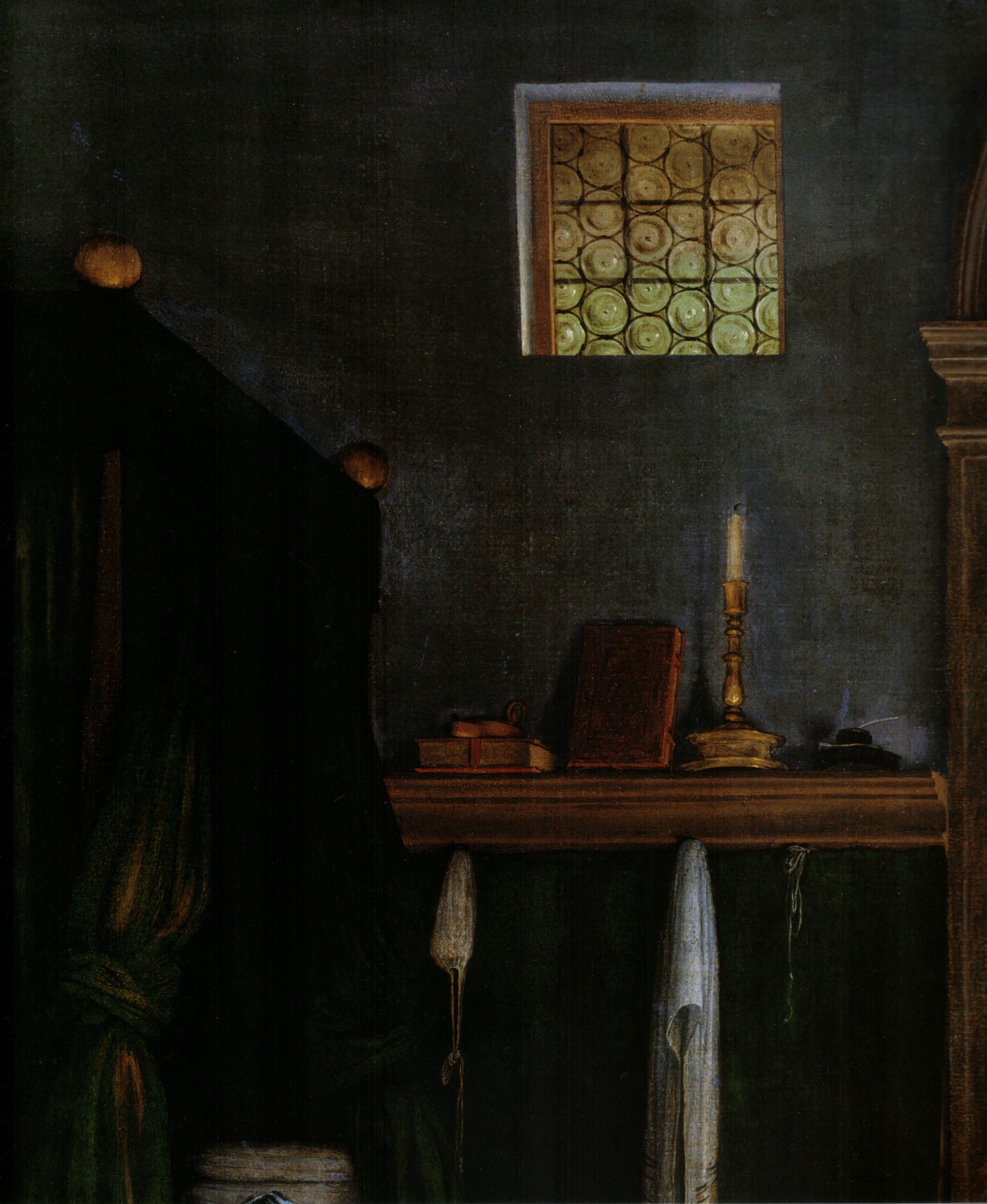
Dettaglio